# 許浚 (清朝)
許浚，江苏武进人，清朝政治人物。吏员出身。
嘉庆十年（1805年），擔任清朝廣州府新安縣知縣。后由白書田接任。